# Hyloxalus borjai
Espèce
Synonymes
- Colostethus borjai Rivero & Serna, 2000 "1995"

Statut de conservation UICN

 DD  : Données insuffisantes
Hyloxalus borjai est une espèce d'amphibiens de la famille des Dendrobatidae.

## Répartition
Cette espèce est endémique du département d'Antioquia en Colombie. Elle se rencontre à Amalfi de 1 000 à 1 500 m d'altitude dans le nord de la cordillère Centrale.

## Description
Hyloxalus borjai mesure de 18 à 20 mm.

## Étymologie
Cette espèce est nommée en l'honneur de Rafael Borja Acuña du Zoológico Santa Fe, le zoo de Medellín.

## Publication originale
- Rivero & Serna, 2000 "1995" : New species of Colostethus (Amphibia, Dendrobatidae) of the Department of Antioquia, Colombia, with the description of the tadpole of Colostethus fraterdanieli. Revista de Ecologia Latino Americana, vol. 2, no 1/3, p. 45-58 (texte intégral).